# 1351
- Wikisource

| Calendário gregoriano                                                        | 1351 MCCCLI                                          |
| Ab urbe condita                                                              | 2104                                                 |
| Calendário arménio                                                           | 800 – 801                                            |
| Calendário bahá'í                                                            | -493 – -492                                          |
| Calendário budista                                                           | 1895                                                 |
| Calendário chinês                                                            | 4047 – 4048 Início a 28 de janeiro (aproximadamente) |
| Calendário copta                                                             | 1067 – 1068                                          |
| Calendário etíope                                                            | 1343 – 1344                                          |
| Calendários hindus - Vikram Samvat - Calendário nacional indiano - Cáli Iuga | 1406 – 1407 1272 – 1273 4451 – 4452                  |
| Calendário Holoceno                                                          | 11351                                                |
| Calendário islâmico                                                          | 752 – 753                                            |
| Calendário judaico                                                           | 5111 – 5112                                          |
| Calendário persa                                                             | 729 – 730                                            |
| Calendário rúnico                                                            | 1601                                                 |
| Calendário solar tailandês                                                   | 1894                                                 |

1351 (MCCCLI, na numeração romana) foi um ano comum do século XIV do Calendário Juliano, da Era de Cristo, a sua letra dominical foi B (52 semanas), teve início a um sábado e terminou também a um sábado.
No reino de Portugal estava em vigor a Era de César que já contava 1389 anos.
| Ano completo                   |
| ------------------------------ |
| Ano comum com início ao sábado |

## Eventos
- Edição do Portulano Mediceo Laurenziano (Atlas Laurentino, Atlas Mideceu), atualmente na Biblioteca Medicea Laurenziana, em Florença, na Itália, assinala as ilhas "Cabrera" (Santa Maria e São Miguel), Brasil (Terceira), Ventura (Faial), Columbis (Pico), Corvis Marinis (Flores) e a de São Jorge, sem a nomear.

## Nascimentos
- Tadeia Visconti, Duquesa consorte de Baviera-Ingolstádio (m. 1381).

## Mortes
- 19 de fevereiro - São Conrado de Placência, confessor.